# Binic
Binic (bretonisch: Binig) ist eine Ortschaft und eine Commune déléguée in der französischen Gemeinde Binic-Étables-sur-Mer mit 3.836 Einwohnern (Stand 1. Januar 2022) im Département Côtes-d’Armor in der Region Bretagne. Die Einwohner werden Binicais und Binicaises genannt. 
Die Gemeinde Binic wurde mit Wirkung vom 1. März 2016 mit der früheren Gemeinde Étables-sur-Mer fusioniert und zur Commune nouvelle Binic-Étables-sur-Mer zusammengelegt. Sie gehörte zum Arrondissement Saint-Brieuc und zum Kanton Plouha.

## Geografie
Binic liegt an der Bucht Côte du Goëlo, einer Nebenbucht der Baie de Saint-Brieuc am Flüsschen Ic. Außerdem besitzt Binic einen Yachthafen, der nur bei Flut genutzt werden kann. Die Stadtteile von Binic heißen Fontaines-Gicquel, Ville-Biard, Ville-Even, Ville-Garnier, Ville-Gilbert und Ville-Jacob.

## Bevölkerungsentwicklung
| Jahr      | 1962 | 1968 | 1975 | 1982 | 1990 | 1999 | 2007 | 2016 |
| Einwohner | 2099 | 2212 | 2326 | 2602 | 2798 | 3110 | 3482 | 3887 |

## Sehenswürdigkeiten
Eine Sehenswürdigkeit von Binic ist die Kirche Notre-Dame de Bon Voyage. Sie wurde 1821 am Platz der Kapelle Saint-Julien erbaut. Eine weitere Sehenswürdigkeit ist die Kapelle Saint-Gilles. Außerdem besitzt Binic drei Strände.

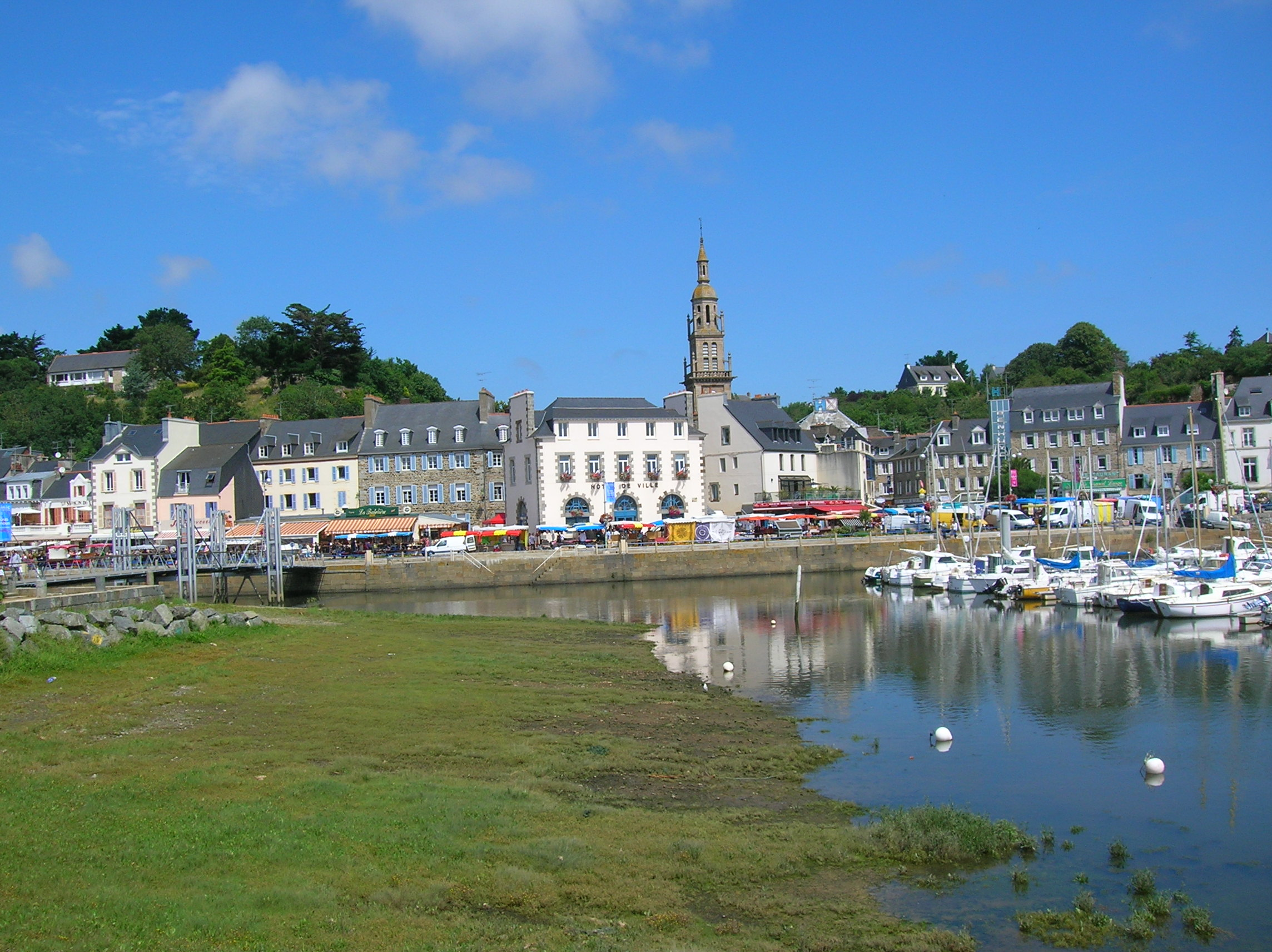
Blick auf Binic vom Meer aus